# Thalia dealbata
Thalia dealbata är en strimbladsväxtart som beskrevs av John Fraser. Thalia dealbata ingår i släktet Thalia och familjen strimbladsväxter. Inga underarter finns listade.

## Bildgalleri

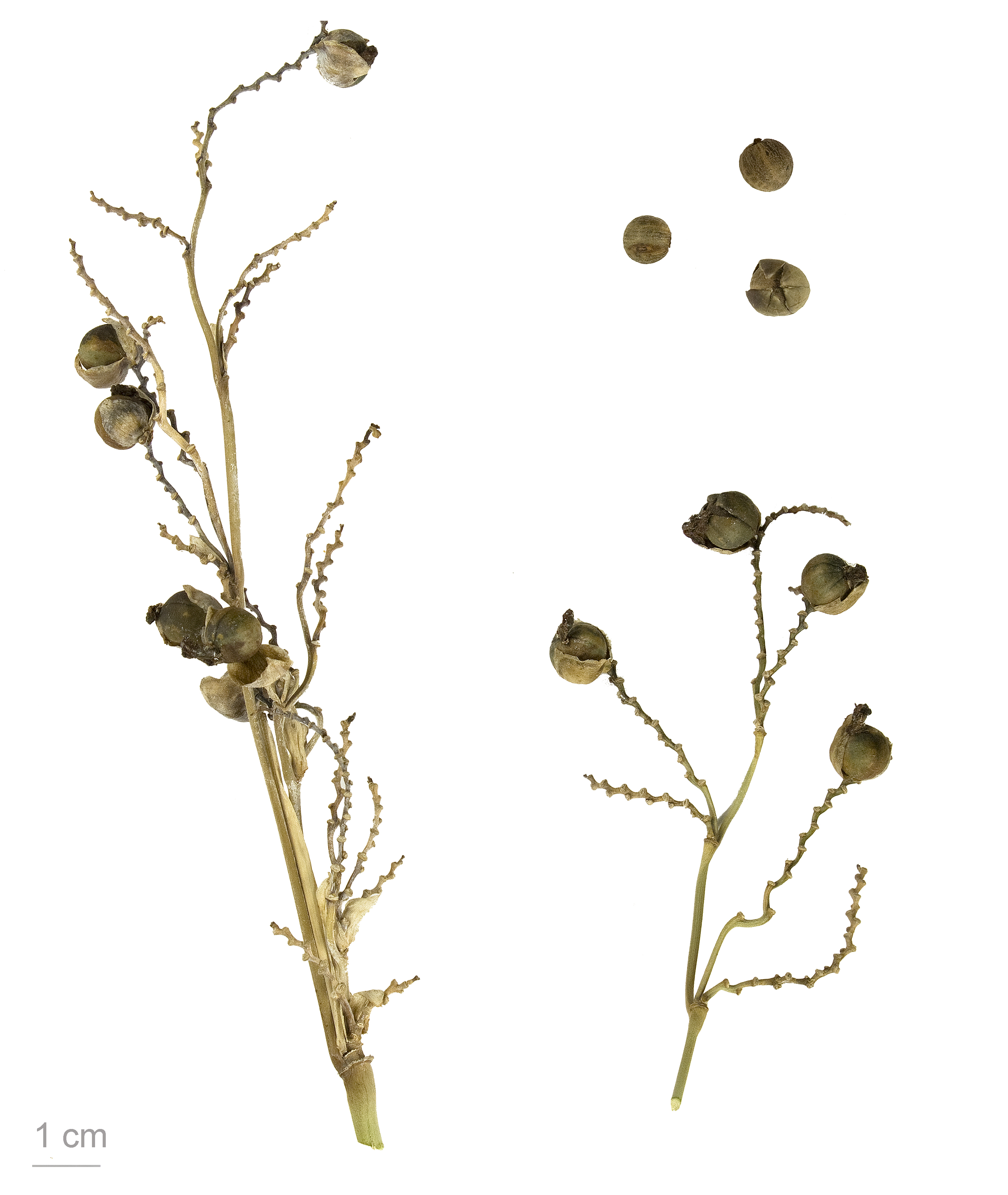
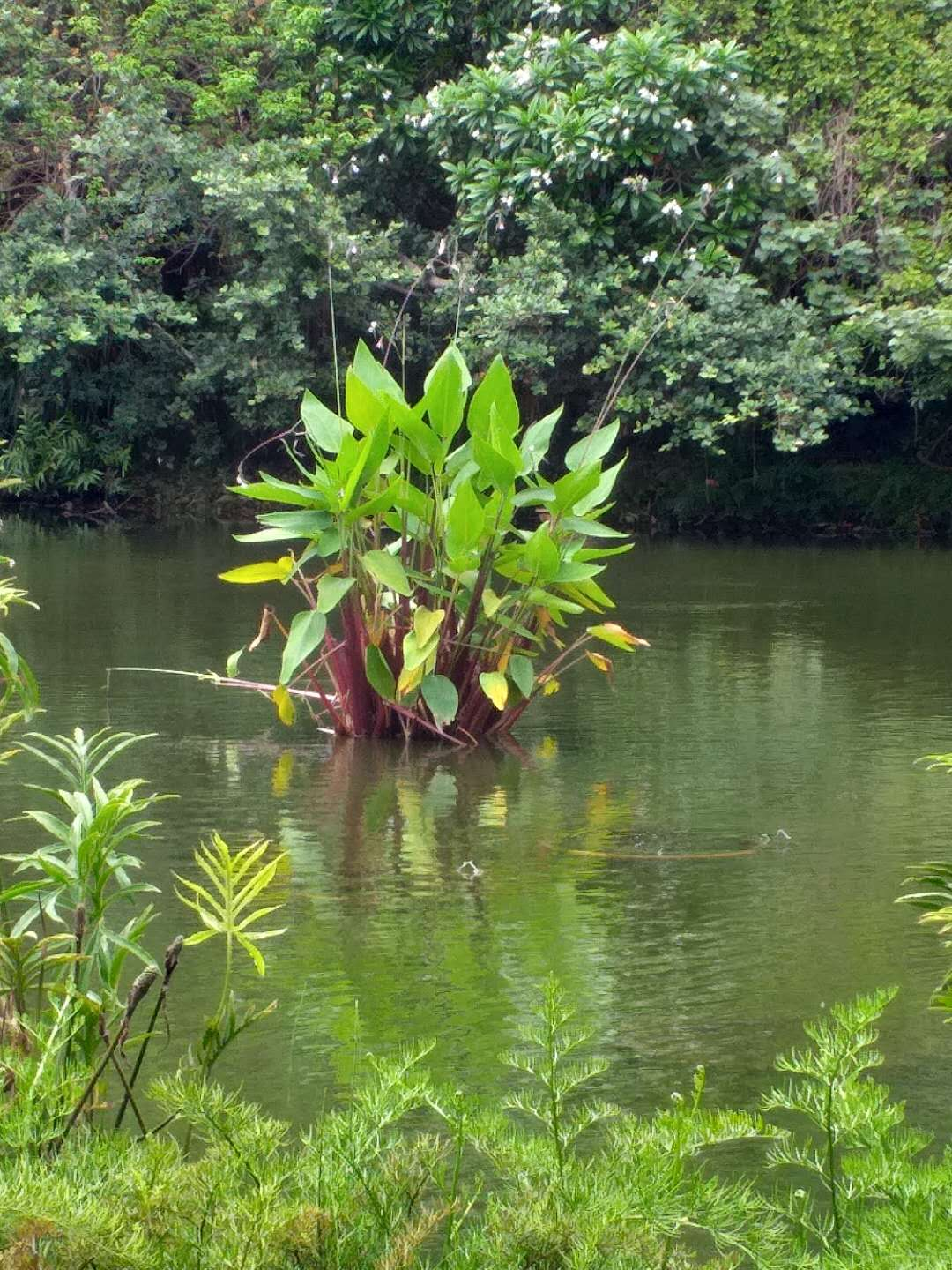